# Snover (Míchigan)
Snover es un lugar designado por el censo ubicado en el condado de Sanilac en el estado estadounidense de Míchigan. En el Censo de 2010 tenía una población de 448 habitantes y una densidad poblacional de 25,16 personas por km².

## Geografía
Snover se encuentra ubicado en las coordenadas 43°28′7″N 82°57′58″O / 43.46861, -82.96611. Según la Oficina del Censo de los Estados Unidos, Snover tiene una superficie total de 17.8 km², de la cual 17.8 km² corresponden a tierra firme y (0.01%) 0 km² es agua.

## Demografía
Según el censo de 2010, había 448 personas residiendo en Snover. La densidad de población era de 25,16 hab./km². De los 448 habitantes, Snover estaba compuesto por el 97.32% blancos, el 0% eran afroamericanos, el 1.12% eran amerindios, el 0% eran asiáticos, el 0% eran isleños del Pacífico, el 0.45% eran de otras razas y el 1.12% pertenecían a dos o más razas. Del total de la población el 5.13% eran hispanos o latinos de cualquier raza.